# Landschaftsschutzgebiet Wenne zwischen Frielinghausen und Kläranlage Bremke
Das Landschaftsschutzgebiet Wenne zwischen Frielinghausen und Kläranlage Bremke mit 12,9 ha Größe liegt nördlich und südlich von Bremke im Gemeindegebiet von Eslohe. Das Gebiet wurde 2008 vom Kreistag des Hochsauerlandkreises mit dem Landschaftsplan Eslohe als Landschaftsschutzgebiet (LSG) ausgewiesen. Das LSG besteht aus zwei Teilflächen. Es handelt sich um Talbereiche der Wenne. Das LSG geht bis an die Häuser von Bremke und Frielinghausen. Wobei Bremke das LSG unterbricht und teilt.

## Rechtliche Rahmen
Das Landschaftsschutzgebiet Wenne zwischen Frielinghausen und Kläranlage Bremke wurde als eines von 43 Landschaftsplangebieten vom Typ C, Wiesentäler und bedeutsames Extensivgrünland in Eslohe, ausgewiesen. Wie in den anderen Landschaftsschutzgebieten vom Typ C in Eslohe besteht im LSG ein Umwandlungsverbot von Grünland und Grünlandbrachen in Acker oder andere Nutzungsformen. Eine Erstaufforstung und eine Anlage von Weihnachtsbaumkulturen ist verboten. Eine maximal zweijährige Ackernutzung innerhalb von zwölf Jahren ist erlaubt, falls damit die Erneuerung der Grasnarbe vorbereitet wird. Dies gilt als erweiterter Pflegeumbruch. Beim erweiterten Pflegeumbruch muss ein Mindestabstand von fünf Metern vom Mittelwasserbett eingehalten werden. Im Gemeindegebiet Eslohe gibt es auch ein Landschaftsschutzgebiet vom Typ A und 35 vom Typ B mit anderen geringeren Auflagen.

## Schutzzweck
Die Ausweisung erfolgte zur Ergänzung der Naturschutzgebiets-Ausweisung in den Talauen von Eslohe um ein Offenlandbiotop-Verbundsystem zu schaffen, damit Tiere und Pflanzen Wanderungs- und Ausbreitungsmöglichkeiten behalten, und dem Erhalt der Vorkommen geschützter Vogelarten sowie dem Schutz artenreicher Pflanzengesellschaften.